# Zasłużony Artysta (Czechosłowacja)
Zasłużony Artysta (cz. Zasloužilý umělec, sł. Zaslúžilý umelec) – tytuł honorowy w Czechosłowacji przyznawany przez rząd w uznaniu wybitnych artystów za szczególne zasługi w dowolnej dziedzinie sztuki. 
Tytuł nie był nadawany dożytownio, mógł zostać odebrany przez rząd, jeżeli okazało się, że artysta nie jest godzien tego zaszczytu. Tytuł Zasłużonego Artysty był wstępem do uzyskania tytułu „Artysty Narodowego”, który nadawał Prezydent. 
Tytuł zostawiony ustanowiony na mocy dekretu rządowego 55/1953 z dnia 3 czerwca 1953. Wycofany został w 1990 roku ustawą nr 404/1990. 